# Стара пекінська обсерваторія

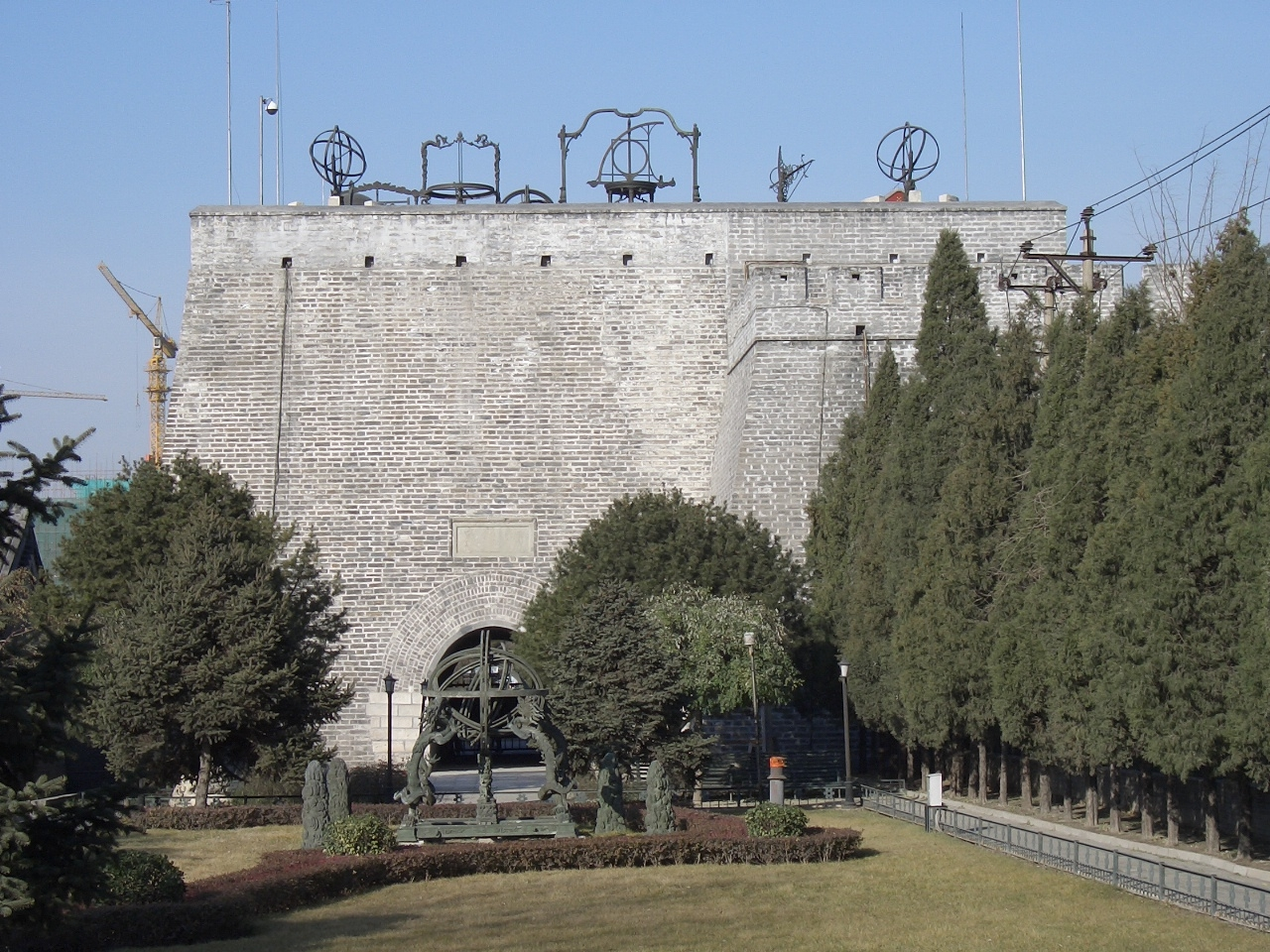
Задня частина майданчика Старої обсерваторії, вигляд з півдня

Стара пекінська обсерваторія (кит.: 北京古觀象台 / 北京古观象台, піньїнь: Běijīng gǔ guānxiàngtái) — обсерваторія в Пекіні, побудована в 1442 році за часів династії Мін, ще до винайдення телескопа. Вона слугувала для визначення положення зір та покращення розрахунків положення Сонця, Місяця та планет. Оскільки китайський календар базувався на реальних положеннях Сонця та Місяця, такі спостереження були необхідні для встановлення календарних дат. Одна з найстаріших збережених обсерваторій у світі, Стара пекінська обсерваторія займає площу 10 000 квадратних метрів. Оглядова вежа має платформу на висоті 10 м на даху нинішнього Астрономічного музею, на якій розміщено кілька бронзових інструментів. Обсерваторія була частиною Старої міської стіни Пекіна.

## Історія
Першу обсерваторію поблизу її нинішнього місця заснували астрономи Ван Сюнь (王恂) і Ґо Шоуцзин (郭守敬) ще в 1279 році, за часів династії Юань, під час хана Хубілая. Метою було, зокрема, реформування неточного старого календаря. Копії оригінальних інструментів цього періоду розташовані на захід від оглядової вежі навколо нинішніх виставкових будівель.
Теперішня оглядова вежа датується вже 1442 роком, часами династії Мін. У 1673 році, під час імператора Сюаньє з династії Цін, єзуїт Фердинанд Вербіст оновив і доповнив інструменти обсерваторії. Пізніше до інструментів додали теодоліт (1715) і нову армілярну сферу (1744).
Під час падіння династії Цін на хвилі Боксерського повстання війська Альянсу восьми держав увійшли в Пекін та пограбували обсерваторію. Інструменти були повернуті Францією в 1902 році та Німеччиною в 1921 році.
З 1982 року обсерваторія входить до списку великих історико-культурних пам'яток Китаю. У 1983 році в передньому дворі на місці першої обсерваторії розмістили копії деяких найстаріших інструментів. Оригінали все ще знаходяться в Нанкіні, куди їх перевезли в 1931 році, щоб захистити від японських військ.

## Інструменти

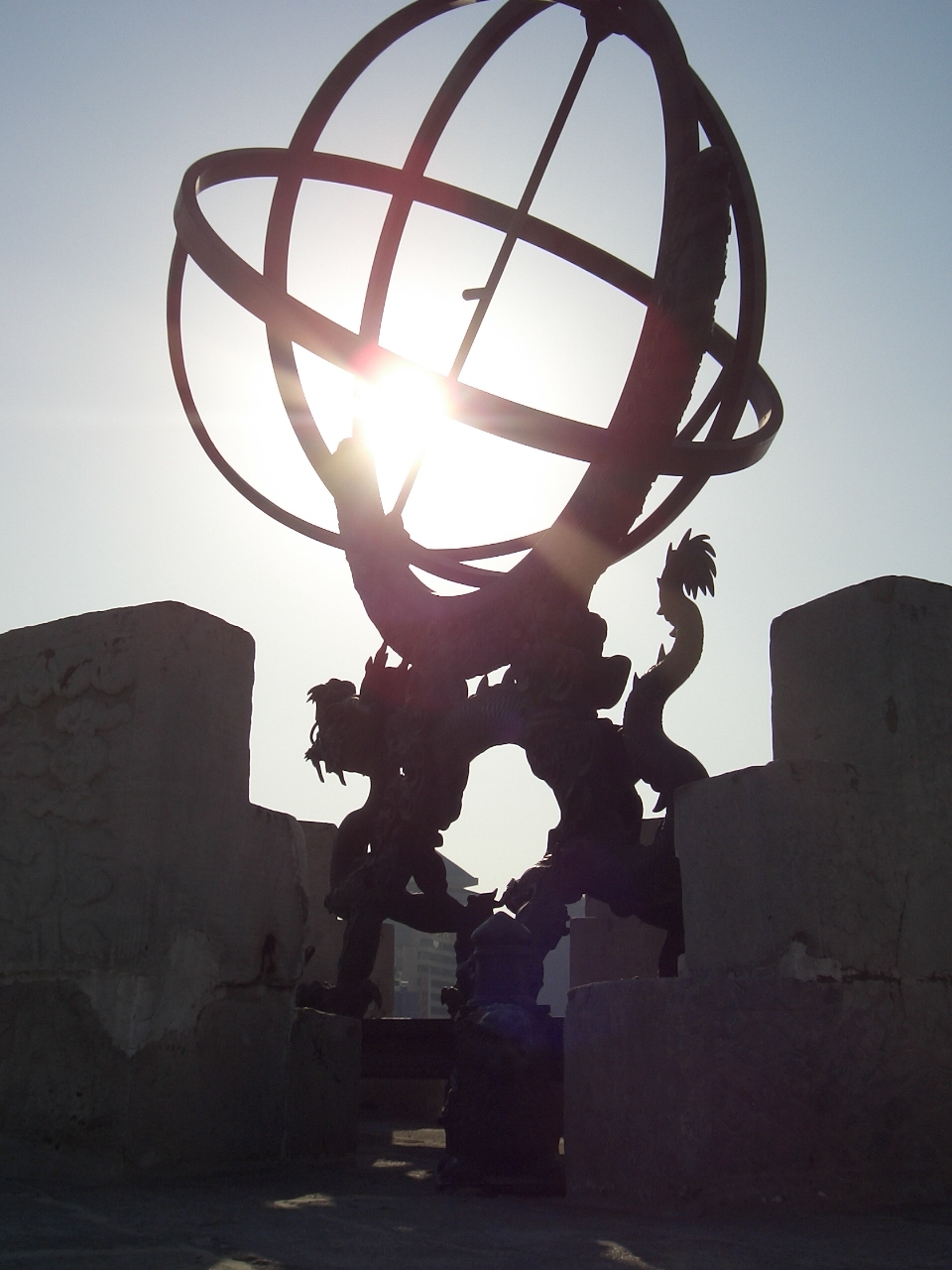
Армілярна сфера

В обсерваторії переважно збереглись ті інструменти, які в 1673 році реконструював бельгійський єзуїт Фердинанд Вербіст. Хоча в той час телескоп уже був відомий у Європі, спостереження за місцем розташування все ще в основному проводилися без оптичних засобів.
Зараз на платформі знаходяться такі інструменти:
- Так звана «нова» армілярна сфера 1744 року єзуїтів Ігнатія Кеглера[en] та Августа Галлерштайна[en]. Її використовували для визначення як екваторіальних координат, так і часу сходу й заходу небесних тіл. Має два кола прямого сходження для диференціального вимірювання екваторіальних координат. Для підвищення точності вимірювань має регулювальні гвинти та змінні зношувані деталі для підшипника[1].
- Квадрант з 1673 року використовувався для вимірювання висоти або зенітної відстані небесних тіл[2].
- Зоряний глобус[en] 1673 року для визначення положення, часу сходу та заходу зір[3].
- Екліптична армілярна сфера 1673 року, що складається з двох рухомих бронзових дисків. Її використовували для визначення екліптичних координат Сонця, Місяця і планет[4].
- Альтазимутальний прилад 1673 року використовувався для вимірювання висоти й азимута небесних тіл[5].
- Теодоліт 1715 року Кіліана Штумпфа використовувався для вимірювання висоти та азимута, подібно до вищезгаданого альтазимутального приладу[6].
- Секстант з 1673 року використовується для вимірювання кута між небесними тілами, в тому числі для визначення кутового діаметра Сонця й Місяця[7].
- Екваторіальна армілярна сфера 1673 року для визначення екваторіальних координат зір[8].

## Околиці

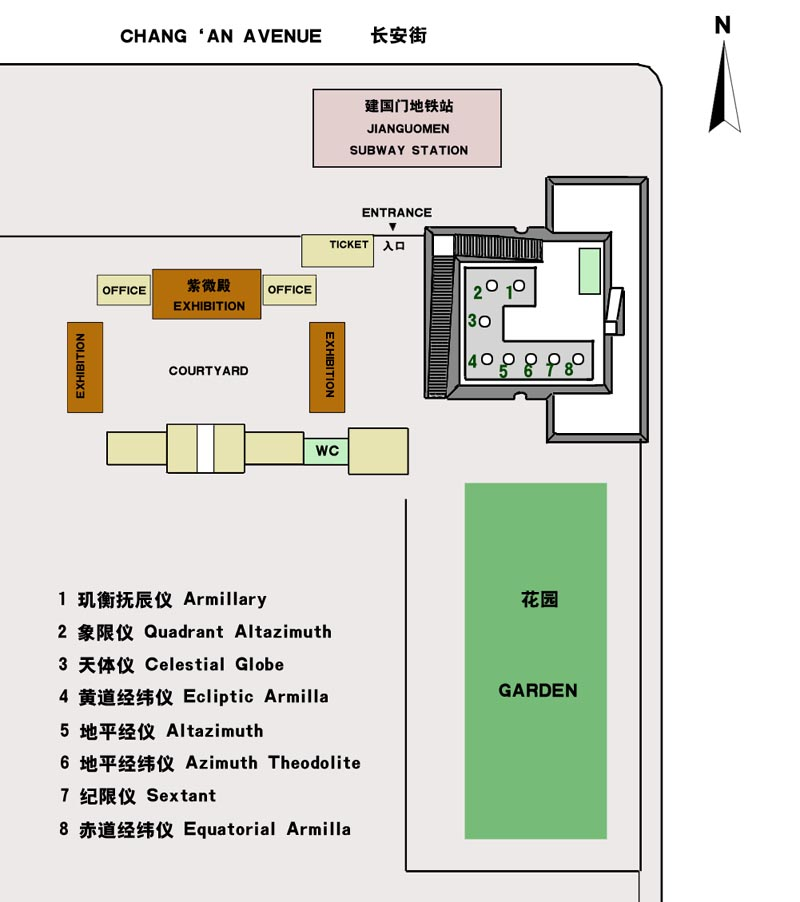
План обсерваторії

На місці старої частини обсерваторії у передній частині виставкової будівлі є копії 1983 року, зняті зі старих інструментів. Оригінали знаходяться в сучасній Обсерваторії Пурпурової гори у Нанкіні:
- велика армілярна сфера 1439 року[9].

- так звана спрощена армілярна сфера роботи Ґо Шоуцзіна 1276 року в масштабі 1:3[10].

Ці дві армілярні сфери спочатку мали в основі заповнені водою басейни для точного горизонтального вирівнювання.
- гномон для визначення точного часу полудня та висоти Сонця епохи Мін[11].

Конструкція гномона також належить Ґо Шоуцзіну і в меншому масштабі повторює гномон його Обсерваторії Ґаочен. Цей інструмент також має жолоб для води для точного вирівнювання.
- екваторіальний сонячний годинник епохи Мін[12].

- квадратна координатна вимірювальна таблиця з гномоном роботи Ґо Шоуцзіна (郭守敬) епохи династії Юань (1279—1368)[13].

У саду на південь від оглядової вежі є ще дві армілярні сфери, які досі працюють.

## Галерея

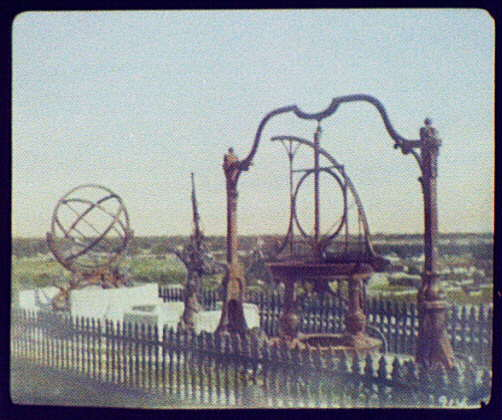
Фотографія 1895 року
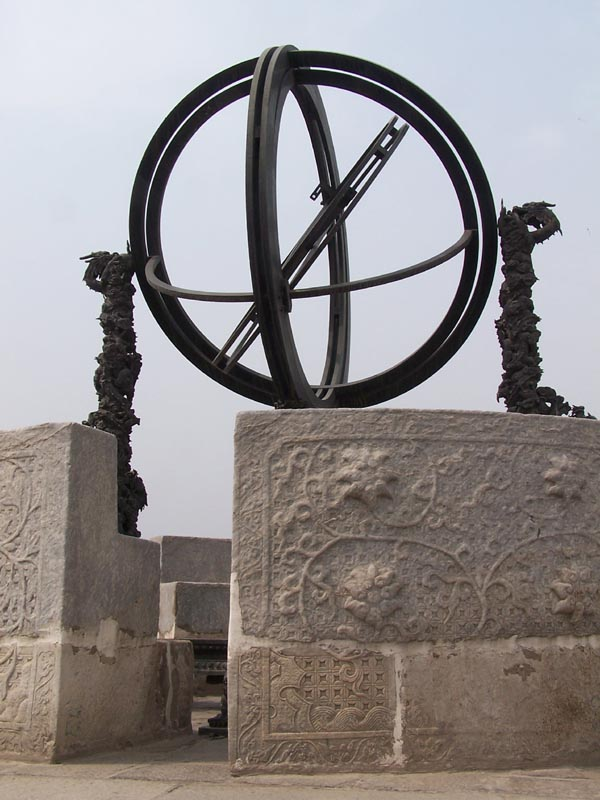
Армілярна сфера династії Цін
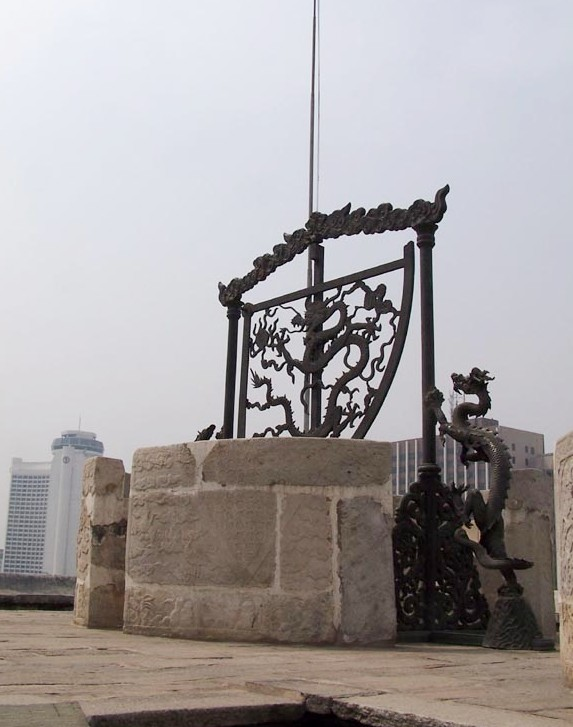
Квадрант
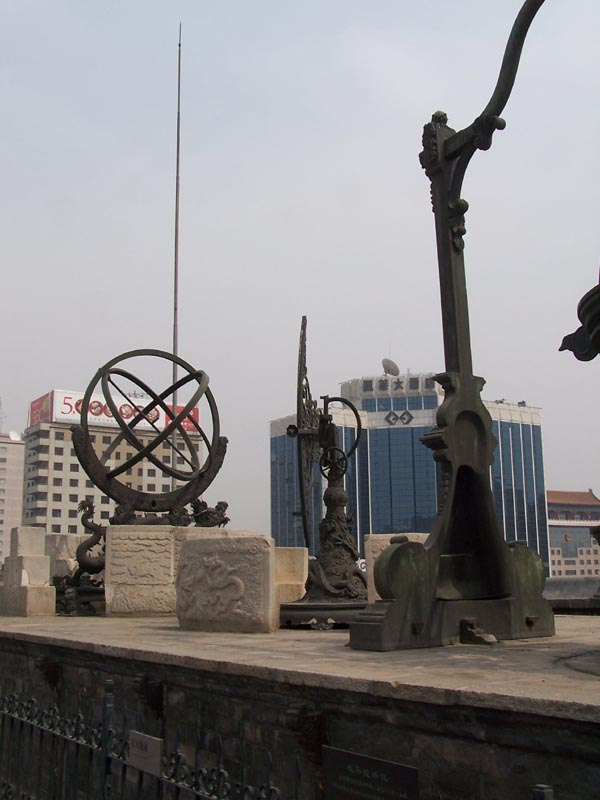
Екваторіальний теодоліт (далі) і хронометр (ближче)
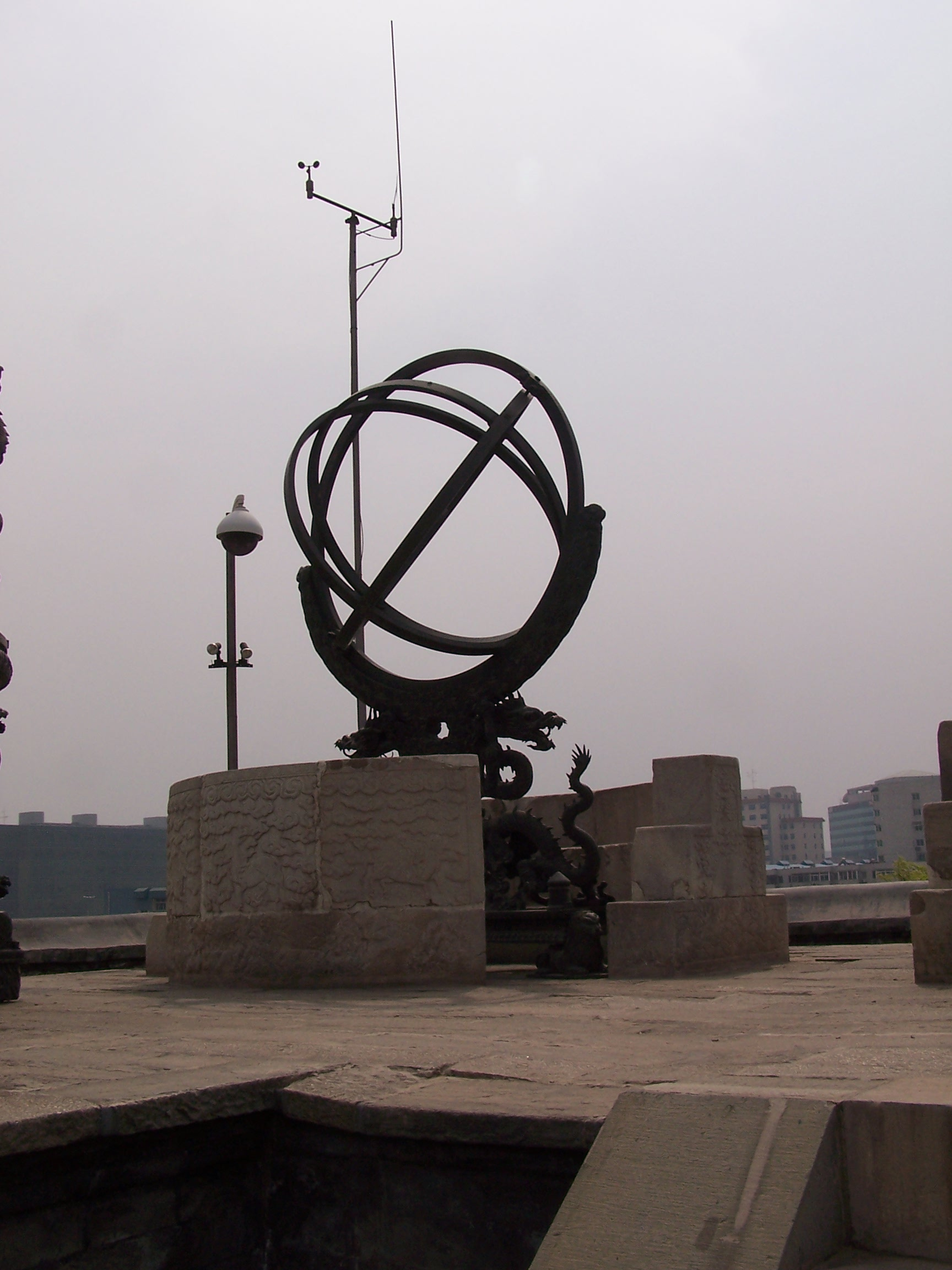
Зодіакальний теодоліт
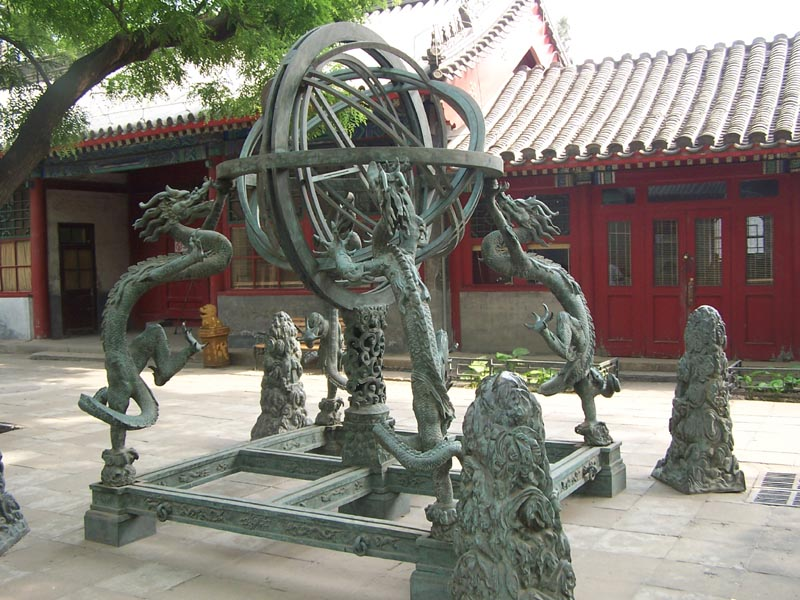
Копія армілярної сфери династії Мін